# Teheranska pokrajina
Teheranska pokrajina (perz. استان تهران; Ostān-e Tehrān) je jedna od 31 iranske pokrajine. Smještena je na sjevernom dijelu zemlje, a omeđena je Alborškom pokrajinom na sjeverozapadu, Mazandaranom na sjeveru, Semnanskom pokrajinom na istoku, Komskom pokrajinom na jugu, te Markazijem na zapadu. Teheranska pokrajina ima površinu od 12.981 km², a prema popisu stanovništva iz 2006. godine u njoj je živjelo 12 505 741 stanovnika. Sjedište pokrajine nalazi se u iranskom glavnom gradu Teheranu. 

## Okruzi
- Baharestanski okrug
- Damavandski okrug
- Firuzkuški okrug
- Islamšaherski okrug
- Karčački okrug
- Kodški okrug
- Malardski okrug
- Pakdaštanski okrug
- Pardiški okrug
- Pišvanski okrug
- Rajski okrug
- Robatkarimski okrug
- Šahrijarski okrug
- Šemiranatski okrug
- Teheranski okrug
- Varaminski okrug

## Vanjske poveznice
- (perz.) Službene stranice Teheranske pokrajine  Arhivirana inačica izvorne stranice od 4. veljače 2005. (Wayback Machine)

Ostali projekti
|  | Zajednički poslužitelj ima još gradiva o temi Teheranska pokrajina |